# Adelario di Erfurt
Adelario di Erfurt, in tedesco Adalar, Adolar o Adalher (altotedesco: Aethelheri) (... – Dokkum, 5 giugno 754), è stato un vescovo e santo tedesco, compagno di san Bonifacio.

## Agiografia
Secondo una leggenda, Adelario fu il primo ed unico vescovo della diocesi di Erfurt, fondata nel 741 da Bonifacio, che dopo la morte di Adelario venne incorporata in quella di Magonza.
Adelario venne martirizzato in Frisia insieme a san Bonifacio e numerosi altri compagni di fede, tra i quali sant'Eobano, dai pagani frisoni.

## Culto
I resti del santo, insieme a quelli di Eobano vennero traslati nel 756 da Utrecht all'Abbazia di Fulda e inumati insieme a quelli di Bonifacio. Prima del 1100 essi furono ancora traslati, questa volta ad Erfurt, dove furono rinvenuti nel 1154. La sua tomba si trova ancora oggi nel duomo di Erfurt.
Sant'Adelario viene rappresentato in abiti talari, ma talvolta in abiti vescovili, con un libro. Egli è il santo patrono della città di Erfurt e del bestiame.
Memoria liturgica
- Chiesa cattolica in genere: 5 giugno
- Diocesi di Magonza: 20 aprile
- Diocesi di Fulda: 7 giugno

### Ad Erfurt

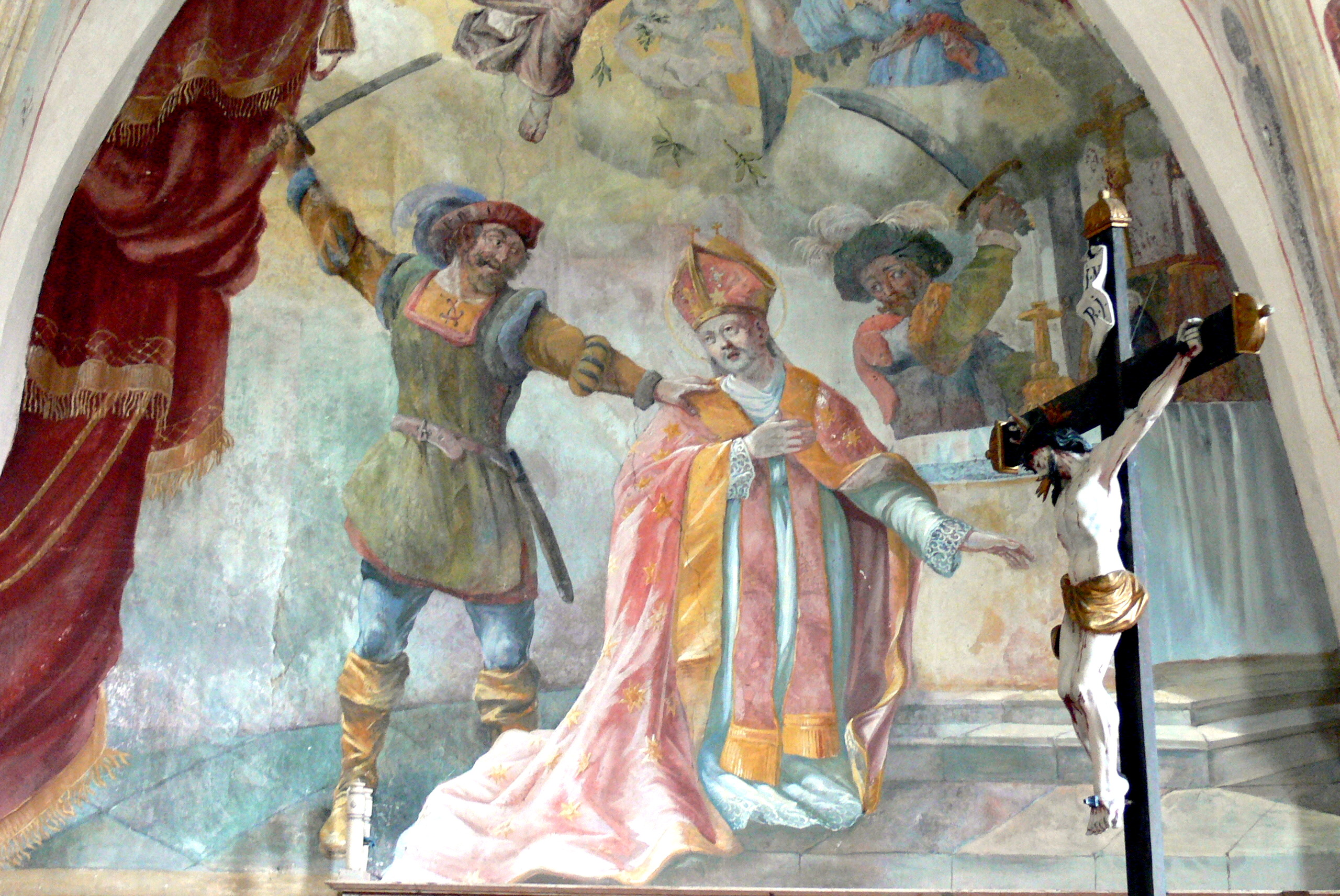
Martirio di sant'Adelario (1689) in St.Adolari, Tirolo

Il suo culto ad Erfurt ebbe inizio intorno al 1100, quando le sue reliquie vennero traslate nella città.
Dal 1452 Adelario viene indicato, nell'ordine di processione, come vescovo, fatto che non era menzionato nel XII secolo. 
Löther data le fonti, che riguardano sia Adelario che Eobano, nel XIII secolo:
(vgl. Wäß 2006, S. 157)
(Vgl. Wäß, 2006, S. 156)
Il sarcofago delle reliquie dei santi Adelario ed Eobano nel duomo di Erfurt è datato verso il 1350.